# سیارک ۳۰۰۳
سیارک ۳۰۰۳ (به انگلیسی: 3003 Koncek، نامگذاری:1983YH) سه هزار و سومین سیارک کشف شده‌است که در ۲۸ دسامبر ۱۹۸۳ کشف شد.
قدر مطلق سیارک برابر ۱۱٫۳۰ است.